# Pecakúra

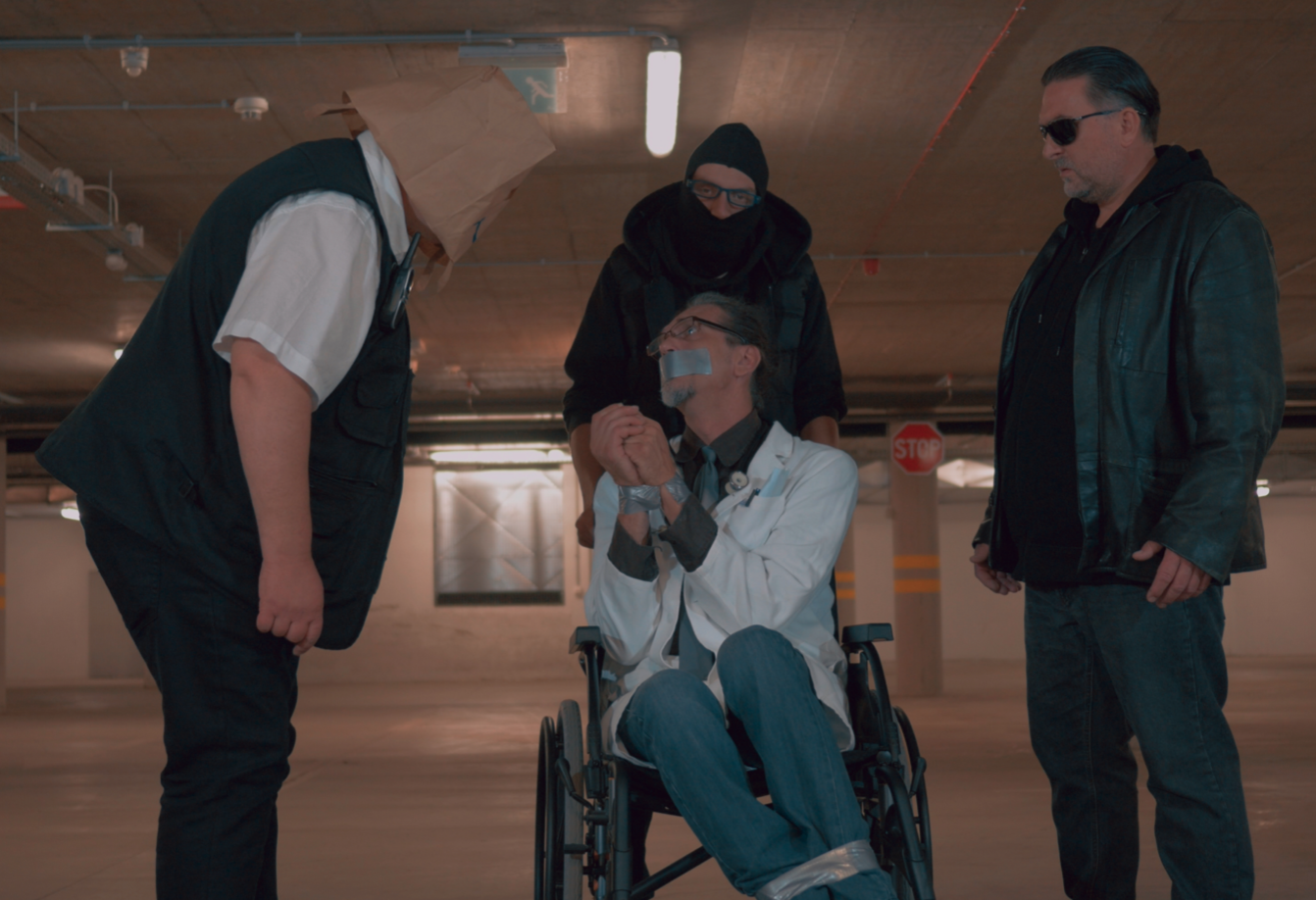
Jelenet a filmből

A Pecakúra 2021-ben bemutatott magyar filmvígjáték. Dusa Tibor rendező első nagyjátékfilmje, Szoboszlai István és Tóth Imre "Bruti" főszereplésével.

## Cselekmény
Pásztor István orvosa tanácsára újfajta kezelésbe kezd, amit zöld terápiának hívnak. Azonban ekkor még csak nem is sejti, hogy ez volt élete legrosszabb döntése és a rosszul sikerült terápia után orvosát okolja. Pásztor bosszút esküszik ellene.

## Szereplők
- Szoboszlai István – Pásztor István
- Tóth Imre "Bruti" – Muszáj Lajos
- Bujdosó Zoltán – Dr. Novák Ernő
- Tóht János – Verő János
- Szoboszlai Miklós – Unokaöccs
- Derzsi "Vezér" Bálint – Venyige János
- Gábor Betti – Doktornő
- Dombi Tibor – Dombi Tibor
- Uray Zsolt – Feri bácsi

## Bemutató
A díszbemutató 2021. október 6-án volt Debrecenben, egy nappal később tűzték műsorra az Apolló moziban. 2022. október 1-től a Netflix kínálatába is felkerült. 

## Filmkritikák
- Magyar Evelin: Aranyos bukdácsolás lett a Debrecenben forgatott Pecakúra. Dehír, 2021. október 9. (Hozzáférés: 2022. április 2.)
- Szilágyi Zita: 100% debreceni: A Pecakúra. Médiagrund, 2021. november 8. (Hozzáférés: 2022. április 2.)